# Mohammad Asad Malik
Mohammad Asad Malik (30 oktober 1941 - nabij Sharaqpur, 27 juli 2020) was een Pakistaans hockeyer.
Malik verloor tijdens de Olympische Spelen 1964 in Tokio de finale van India.
Vier jaar later tijdens de spelen van Mexico-stad won Malik de gouden medaille door Australië te verslaan. In 1972 verloor Malik de olympische finale van het gastland West-Duitsland.

## Erelijst
- 1962 –  Aziatische Spelen in Jakarta
- 1964 –  Olympische Spelen in Tokio
- 1966 –  Aziatische Spelen in Bangkok
- 1968 –  Olympische Spelen in Mexico-stad
- 1970 –  Aziatische Spelen in Bangkok
- 1972 –  Olympische Spelen in München

Hij overleed door een verkeersongeval nabij Sharaqpur.